# Kabinett Kubilius II

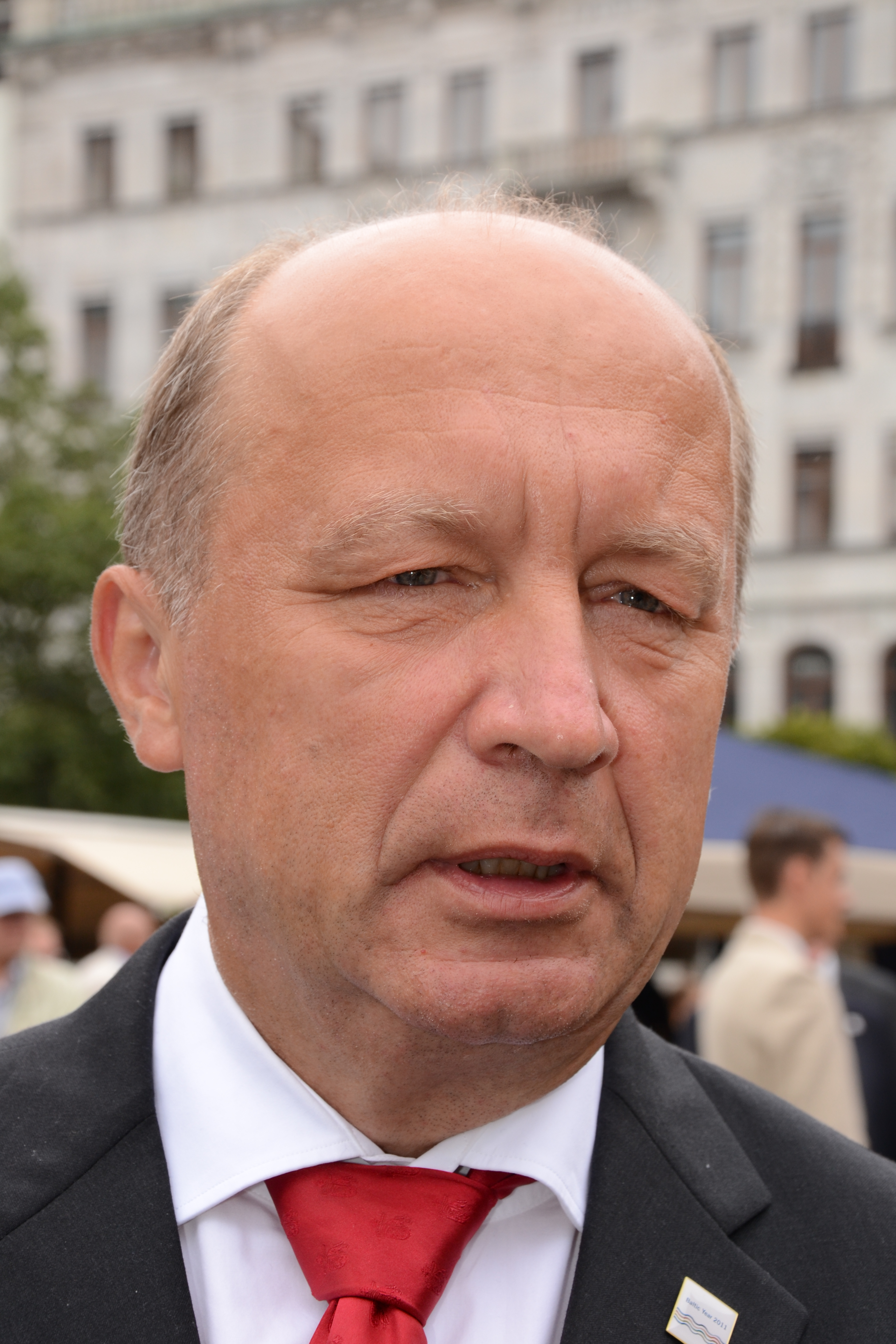
Andrius Kubilius

Das Kabinett Kubilius II war die 15. litauische Regierung ab 1990.

## Geschichte
Andrius Kubilius wurde Premier am 28. November 2008. Das Regierungsprogramm wurde vom Seimas bestätigt und die Regierung wurde am 9. Dezember 2008 vereidigt. Die neue Regierung wurde nach Parlamentswahl in Litauen 2008 gebildet. Die Koalitionspartner waren Tėvynės sąjunga (TS-LKD), Tautos prisikėlimo partija (TPP), Lietuvos Respublikos liberalų sąjūdis (LRLS) ir Liberalų ir centro sąjunga (LiCS).
Am 12. Juli 2009 gab die Regierung die Befugnisse der neuen Präsidentin Dalia Grybauskaitė zurück.

## Zusammensetzung
| Ressort                  | Person                 | Geboren | Beruf               | Partei | Zeit             | Zeit              |
| Ressort                  | Person                 | Geboren | Beruf               | Partei | von              | bis               |
| ------------------------ | ---------------------- | ------- | ------------------- | ------ | ---------------- | ----------------- |
| Premier                  | Andrius Kubilius       | * 1956  | Physiker            | TS-LKD | 9. Dezember 2008 | 13. Dezember 2012 |
| Bildung und Wissenschaft | Gintaras Steponavičius | * 1967  | Jurist              | LRLS   | 9. Dezember 2008 | 13. Dezember 2012 |
| Energie                  | Arvydas Sekmokas       | * 1951  | Ökonom              | TS-LKD | 6. Februar 2009  | 13. Dezember 2012 |
| Finanzen                 | Algirdas Šemeta        | * 1962  | Ökonom              | TS-LKD | 9. Dezember 2008 | 8. Juli 2009      |
| Finanzen                 | Ingrida Šimonytė       | * 1974  | Ökonomin            | TS-LKD | 8. Juli 2009     | 13. Dezember 2012 |
| Wirtschaft               | Dainius Kreivys        | * 1970  | Radioingenieur      | TS-LKD | 9. Dezember 2008 | 17. März 2011     |
| Wirtschaft               | Rimantas Žylius        | * 1973  | Psychologe          | TS-LKD | 17. März 2011    | 13. Dezember 2012 |
| Verkehr                  | Eligijus Masiulis      | * 1974  | Politologe          | LRLS   | 9. Dezember 2008 | 13. Dezember 2012 |
| Kultur                   | Remigijus Vilkaitis    | * 1950  | Schauspieler        | TPP    | 9. Dezember 2008 | 1. Juli 2010      |
| Kultur                   | Arūnas Gelūnas         | * 1968  | Grafiker            | TPP    | 2. Juli 2010     | 13. Dezember 2012 |
| Verteidigung             | Rasa Juknevičienė      | * 1958  | Kinderärztin        | TS-LKD | 9. Dezember 2008 | 13. Dezember 2012 |
| Soziales und Arbeit      | Rimantas Dagys         | * 1957  | Chemiker            | TS-LKD | 9. Dezember 2008 | 22. Juli 2009     |
| Soziales und Arbeit      | Donatas Jankauskas     | * 1958  | Elektromechaniker   | TS-LKD | 22. Juli 2009    | 13. Dezember 2012 |
| Landwirtschaft           | Kazys Starkevičius     | * 1956  | Bibliograph, Jurist | TS-LKD | 9. Dezember 2008 | 13. Dezember 2012 |
| Innen                    | Raimundas Palaitis     | * 1957  | Ökonom              | LiCS   | 9. Dezember 2008 | 21. März 2012     |
| Innen                    | Artūras Melianas       | * 1964  | Ökonom              | LiCS   | 12. August 2012  | 13. Dezember 2012 |
| Äußeres                  | Vygaudas Ušackas       | * 1964  | Jurist, Diplomat    | TS-LKD | 9. Dezember 2008 | 26. Januar 2010   |
| Äußeres                  | Audronius Ažubalis     | * 1958  | Journalist          | TS-LKD | 11. Februar 2010 | 13. Dezember 2012 |
| Justiz                   | Remigijus Šimašius     | * 1974  | Jurist              | LRLS   | 9. Dezember 2008 | 13. Dezember 2012 |
| Umwelt                   | Gediminas Kazlauskas   | * 1959  | Bauingenieur        | TPP    | 9. Dezember 2008 | 13. Dezember 2012 |
| Gesundheit               | Algis Čaplikas         | * 1962  | Geodäsieingenieur   | LiCS   | 9. Dezember 2008 | 10. März 2010     |
| Gesundheit               | Raimondas Šukys        | * 1966  | Jurist              | LiCS   | 10. März 2010    | 13. Dezember 2012 |